# Raury
Raury (Raury Tullis) là một ca sĩ, người viết bài hát người Mỹ đến từ Atlanta, Georgia, Hoa Kỳ. Anh được biết đến với âm thanh điện tử phối hợp với funk, soul, hip hop và nhạc dân gian.

## Sự nghiệp

### 2014–nay
Raury phát hành mixtape đầu tay của anh, Indigo Child vào tháng 8 năm 2014 và ký hợp đồng với Columbia Records cùng năm đó. Anh ngoài ra cũng nằm trong danh sách bình chọn Sound of... 2015 của BBC vào cuối năm 2014.